# Finale UEFA Lige prvaka 2015.
Finale UEFA Lige prvaka 2015. je završni susret sezone 2014./15. UEFA Lige prvaka, odnosno 60. finale jednog od najprestižnijih nogometnih natjecanja, a 23. u trenutnom formatu. Susret je odigran 6. lipnja 2015. na Olimpijskom stadionu u Berlinu. Barcelona je pobijedila Juventus 3:1. Prvi gol u 4.minuti za Barcelonu zabija Hrvatski reprezentativac Ivan Rakitić.

## Vanjske poveznice
- UEFA Liga prvaka
- Finale 2015. - Olimpijski stadion